# Pasmo Równicy
Pasmo Równicy – jeden z grzbietów Beskidu Śląskiego, będący odgałęzieniem głównego jego grzbietu, czyli Pasma Baraniej Góry i Skrzycznego. Nazwa pochodzi od Równicy (885 m) będącej najwyższym szczytem pasma.

## Opis pasma
Pasmo Równicy oddziela dolinę Wisły od doliny Leśnicy i Brennicy. Ma długość około 18 km i zaczyna się na Przełęczy Salmopolskiej. Kolejno znajdują się w nim szczyty i przełęcze: Baracht, Jawierzny (Jaworzyna), Smrekowiec, Gościejów, Trzy Kopce Wiślańskie, Zakrzosek, Świniarka, Orłowa, Beskidek, przełęcz Beskidek, Równica, Lipowski Groń. Początkowo biegnie w kierunku południowo-zachodnim, ale na Smerekowcu zmienia kierunek na północno-zachodni, na Trzech Kopcach północny, na Świniarce znów na północno-zachodni. Ostatni szczyt pasma, Lipowski Groń, na północ opada stromymi stokami na płaskie tereny w widłach Wisły i Brennicy. Boczne grzbiety są niewielkie, dwa najdłuższe to odgałęziający się na Smerekowcu grzbiet Czupla i na Trzech Kopcach grzbiet Kamiennego i Bukowej.
Pasmo jest porośnięte lasem, ale na jego grzbiecie i stokach jest wiele polan, które dawniej były intensywnie wykorzystywane jako pastwiska, obecnie wskutek nieopłacalności ekonomicznej rzadko, za to są coraz silniej zabudowywane.

## Turystyka
Pasmo pokrywa gęsta sieć szlaków turystycznych, jest też gęsta sieć dróg i ścieżek. U jego podnóży i na dolnej części jego stoków znajdują się zabudowane obszary miast Wisła i Ustroń, wskutek czego stoki te są często odwiedzane przez spacerowiczów. Na Paśmie Równicy funkcjonują schroniska: Schronisko PTTK na Równicy, „Chata na Orłowej” i prywatne schronisko Telesforówka na Trzech Kopcach. Dzięki parkingowi na Przełęczy Salmopolskiej popularna jest piesza i rowerowa trasa z tej przełęczy grzbietem pasma.
Atrakcyjnymi punktami widokowymi są: polana pod szczytem Równicy, Orłowa, polana na Trzech Kopcach Wiślańskich, stoki Kamiennego nad Ustroniem (osiedle Jarzębata). Dla amatorów ciszy i spokoju atrakcyjne są rzadko odwiedzane zakątki na wschodnich stokach Liptowskiego Gronia i górnej części doliny Leśnicy pod Jawierznym. Dla amatorów historii atrakcjami są: Kamień Ewangelików pod Równicą i partyzancki „bunkier” pod Orłową. Obiektami przyrodniczymi są Regionalny Leśny Ośrodek Edukacji Ekologicznej w Ustroniu i Leśny Park Niespodzianek w Ustroniu-Zawodziu.
Głównym grzbietem Pasma Równicy biegną dwa szlaki turystyczne: niebieski i żółty. Z dolin po obydwu stronach dołącza do nich kilka innych szlaków.
 schronisko PTTK na Równicy – Beskidek – przełęcz Beskidek – Orłowa – Świniarka – Zakrzosek – Trzy Kopce Wiślańskie. Odległość 8 km, suma podejść 280 m, czas przejścia 2:25 godz., z powrotem 2:35 godz.
 Trzy Kopce Wiślańskie – Smrekowiec – Jawierzny – przełęcz Baracht – Przełęcz Salmopolska. Odległość 4,9 km, suma podejść 255 m, czas przejścia 1:35 godz., z powrotem 1:25 godz.